# Sebastian Esser

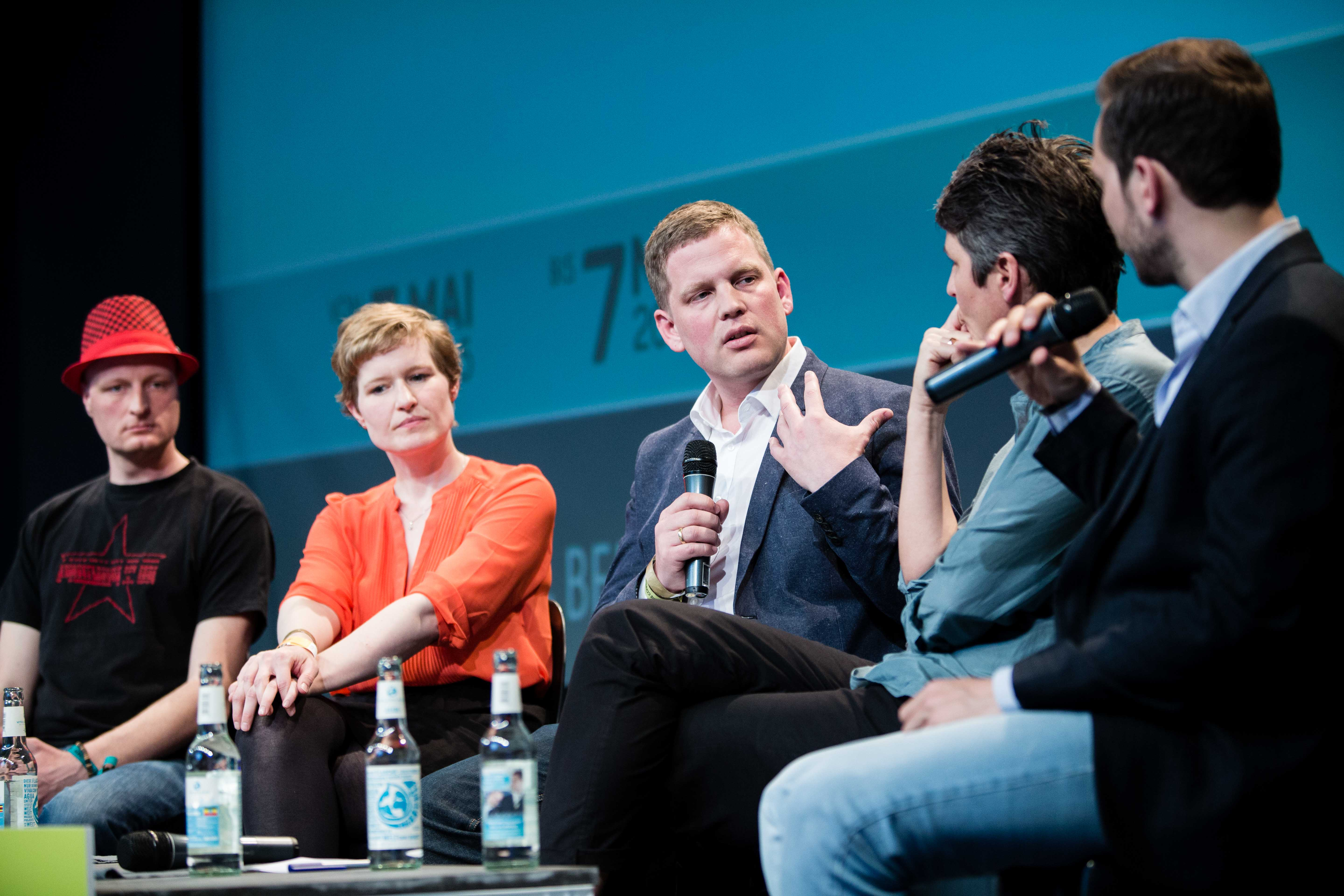
Sebastian Esser (2015)

Sebastian Esser (* 1976 in Hachenburg) ist ein deutscher Journalist und Unternehmer.

## Leben
Sebastian Esser studierte Politikwissenschaft und Soziologie an der Rheinischen Friedrich-Wilhelms-Universität Bonn, an der Universität Konstanz und an der Sorbonne. Er absolvierte eine Redakteursausbildung an der Berliner Journalisten-Schule.
Von 2004 bis 2006 war er Chefredakteur der Medienzeitschrift V.i.S.d.P. Von 2006 bis 2008 gehörte er als Politikredakteur zum Gründungsteam der im Februar 2007 erstmals erschienenen deutschen Ausgabe von Vanity Fair. Gemeinsam mit dem Journalisten Hajo Schumacher gründete er 2009 das Start-up-Unternehmen Spredder, das 2011 von der Deutsche Post AG übernommen wurde.
2012 startete Esser Krautreporter als Crowdfunding-Plattform für Journalismus. 2014 gründete er – ebenfalls unter dem Namen Krautreporter – ein Online-Magazin, das durch die bis dahin größte deutsche Crowdfunding-Kampagne finanziert wurde. Esser ist heute Herausgeber von Krautreporter und Vorstand der Krautreporter Genossenschaft.
Im April 2021 ging Krautreporter rechtlich gegen einen Plan das Bundeswirtschaftsministerium vor, das Druckgewerbe mit 220 Millionen Euro zu subventionieren, digitale Medien jedoch nicht. Diese geplante Presseförderung verletze die Pressefreiheit, der Staat greife in den Wettbewerb von Presseunternehmen ein, argumentierte Esser. In der Folge erklärte das Ministerium die Presseförderung wegen verfassungsrechtlicher Bedenken für gescheitert.
2017 gründete Esser das Start-up-Unternehmen Steady, das unabhängige Publikationen wie Online-Magazine, Blogs und Podcasts nutzen können, um sich durch Mitgliedschaftsprogramme nach dem Vorbild von Krautreporter zu finanzieren. 2022 startete er unter dem Namen "Blaupause" einen wöchentlichen Newsletter zum Thema Mitgliedschaften.

## Auszeichnungen
- LeadAward (Gold) 2013, Sonderpreis für Krautreporter[16]
- Sonderpreis bei Journalisten des Jahres 2013 der Zeitschrift Medium Magazin[17]
- LeadAward (Auszeichnung) 2019, Digital Leader des Jahres, Webmagazin national[18]
- Grimme Online Award Information für Krautreporter, 2019[19]

## Schriften
- Europas Suche nach einer gemeinsamen Öffentlichkeit: Eine Inhaltsanalyse der Debatte über eine EU-Verfassung in europäischen Tageszeitungen. Tectum, 2005, ISBN 3-8288-8816-X.